# Hector Dumas
Hector Dumas, né le 10 avril 1872 à Fontenay-sous-Bois et mort le 27 septembre 1965 dans le 17e arrondissement de Paris, est un artiste peintre et illustrateur français.

## Biographie
Ancien élève de Gérôme, Bouguereau et Merson, Hector Dumas partage sa vie de peintre entre son atelier situé 240 boulevard Raspail et Arzon, dans le Morbihan.
Il fut dessinateur de presse, notamment pour Le Monde musical, Cocorico, l’Almanach de l'action française (1920), et illustra Les Sœurs Vatard (1912) de Joris-Karl Huysmans.
Membre de la Société nationale des beaux-arts, il expose au Grand Palais en 1910 et au Petit Palais en 1918. En 1929, il présente au Salon des artistes français la toile A l'auberge, un dessin, Deux enfants et une eau-forte, La Vieille.
Une grande partie de son œuvre s'inspire de la Bretagne et est propriété de la commune d'Arzon[pourquoi ?].
Sa tombe se trouve au cimetière de Passy, dans la chapelle des familles Guicheux et Bauche.